# Conjunt prehistòric de s'Àguila de Cas Fideuer - Sementer des Talaiot
El conjunt prehistòric de s'Àguila de Cas Fideuer - Sementer des Talaiot és un jaciment arqueològic situat al lloc anomenat Sementer des Talaiot, de la finca anomenada S'Àguila de Cas Fideuer, una segregació de la possessió de S'Àguila del municipi de Llucmajor, Mallorca.
Aquestes restes estan envoltades d'espessa vegetació, la qual ha desplaçat i romput elements constructius. El seu costat sud-oest topa contra una tanca. El gruix de les estructures queda a la banda nord-est, car per la banda del nord-oest el jaciment queda cobert per terra i clapers. El jaciment s'organitza dintre d'un rectangle de 68 x 41 metres. Els costats més llargs duen l'eix sud-oest a nord-est. S'observen set estructures de tendència quadrangular i tres altres navetiformes. A la part baixa de la tanca que corre al sud del jaciment, en direcció sud-oest a nord-est s'han reutilitzat nombrosos megalits procedents del jaciment. Hom no hi troba ceràmica.